# Krait (CPU)
Pour les articles homonymes, voir Krait.
Krait est un processeur basé sur l'architecture ARM inclus dans le système sur une puce Qualcomm Snapdragon S4 et Snapdragon 400/600/800 (Krait 200, Krait 300, Krait 400 et Krait 450). Il a été introduit en 2012 comme successeur du CPU Scorpion et, même s'il a une architecture similaire, Krait n'est pas un Cortex-A15.